# Centenkapel

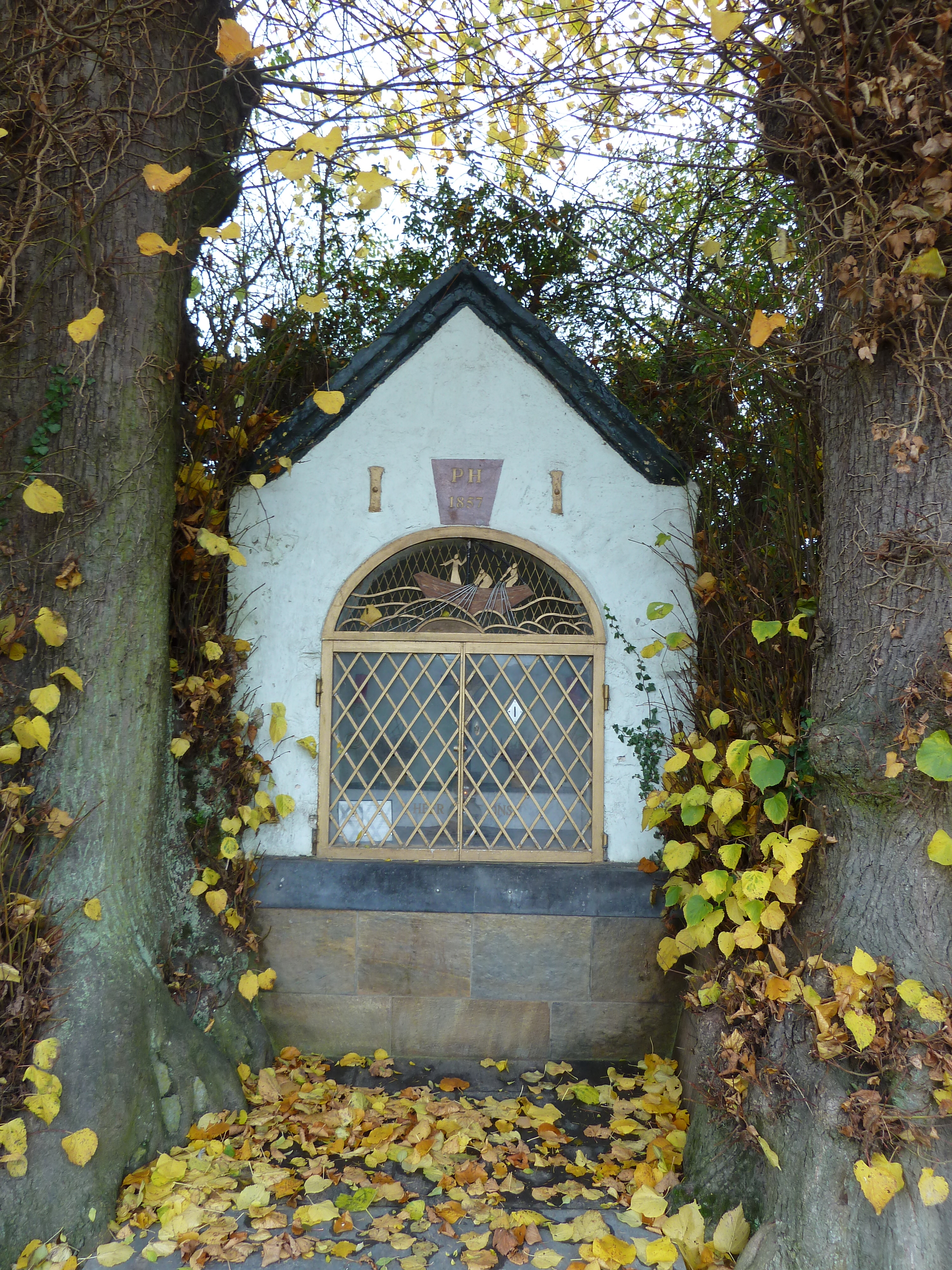
Centenkapel

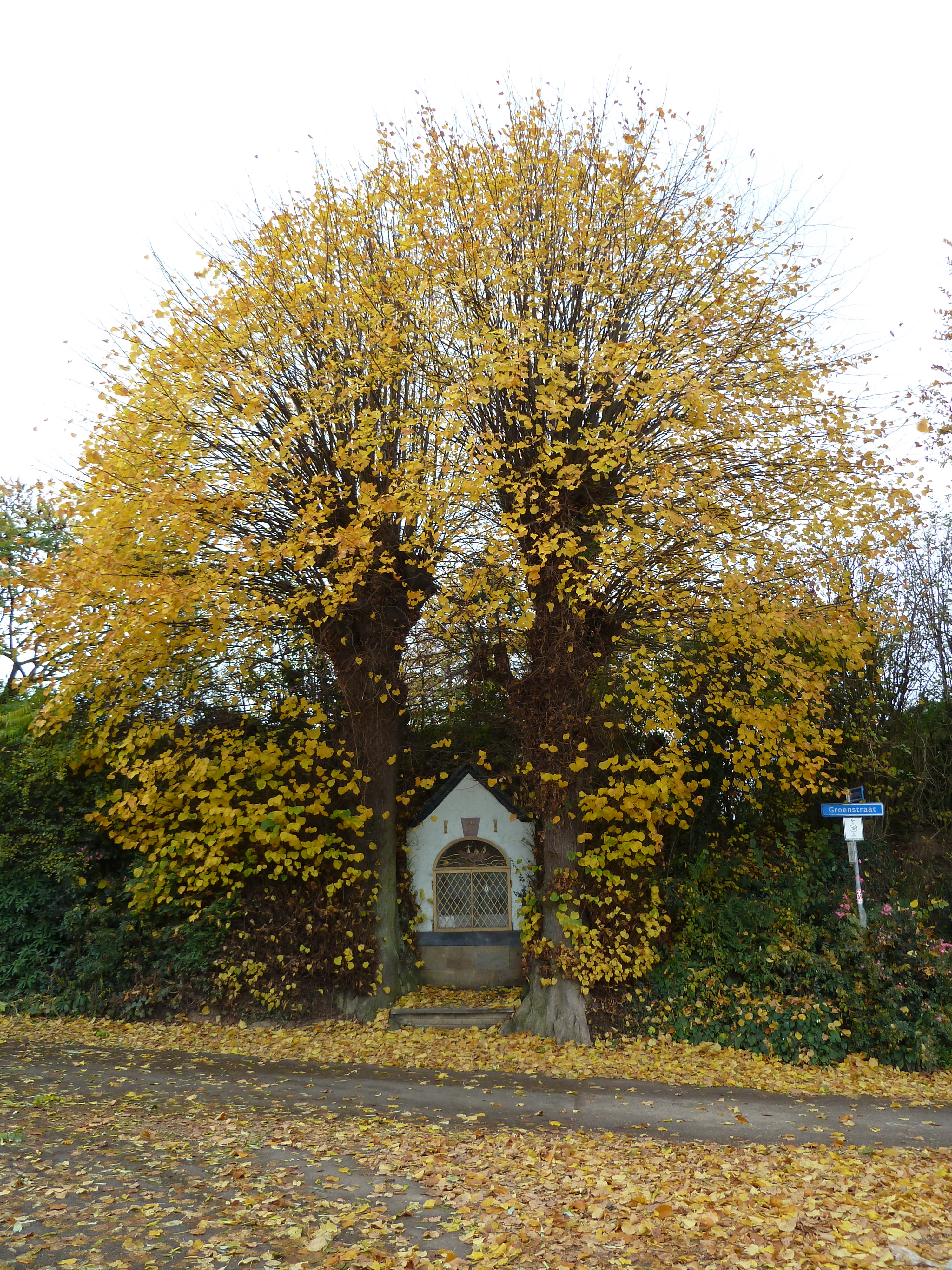
Centenkapel

De Centenkapel is een kapel in Ulestraten in de Nederlands Zuid-Limburgse gemeente Meerssen. De kapel staat aan de splitsing waar de Genzonweg op de Gronestraat uitkomt net buiten ten zuiden van het dorp. Op ongeveer 675 naar het noorden staat de Sint-Catharinakerk en op ongeveer 550 meter naar het westen staat de Onze-Lieve-Vrouw-van-Lourdeskapel in Genzon.

## Geschiedenis
Sinds ongeveer 1600 stond er hier mogelijk reeds een kapel.
In 1857 werd de kapel gebouwd door Jan Lambert Pluijmaekers ter nagedachtenis van zijn broer Hendrik Pluijmaekers die op 29 augustus 1856 overleed.
In de Tweede Wereldoorlog bezochten lokale bewoners vaak biddend de kapel, hopende dat ze zo gespaard zouden blijven van oorlogsgeweld. Voor de kapel mocht dat niet baten, want die raakte in de oorlog zwaar beschadigd. Na de oorlog werd de kapel weer helemaal opgeknapt.
Op 10 mei 1965 werd de kapel ingeschreven in het rijksmonumentenregister.
In 1986 werd de kapel zwaar beschadigd nadat vandalen een molotovcocktail naar binnen gegooid hadden. Enkele jaren later werd in 2000 de kapel nog eens in brand gestoken.

## Bouwwerk
De kleine veldkapel staat aan een splitsing tussen twee oude lindebomen die de kapel omklemmen. De niskapel is opgetrokken op een rechthoekig plattegrond met een hoge plint van natuursteen, een witgekalkte opbouw en gedekt door een zadeldak. De kapel heeft een rondboogvormige opening die afgesloten is met een ijzeren hek en erachter plexiglas. Het bovenste gedeelte van het hekwerk is een rondbogige timpaan en is versierd met een boot op golven, waarin Jezus en twee apostelen staan die hun netten hebben uitgegooid. Boven de rondboogvormige nis is er een sluitsteen ingemetseld waarin de initialen PH en eronder het jaartal 1857 zijn aangebracht. De initialen staan voor "Pluijmaekers Hendrik".
In de nis bevindt zich een klein altaartje waarop een kruisbeeld met een moderne corpus is geplaatst, met aan weerszijden twee verschillende Mariabeelden. Op het altaar is de tekst Red ons Heer aangebracht.